# Liste der Stadtoberhäupter von Minden
Die Liste der Stadtoberhäupter von Minden listet die Stadtoberhäupter der ostwestfälischen Stadt Minden in Nordrhein-Westfalen auf.

## Bürgermeister
Seit dem Jahr 1999 gibt es einen hauptamtlichen Bürgermeister. Der Unterschied zu allen vorherigen (nebenamtlichen) Oberbürgermeistern besteht darin, dass der hauptamtliche Oberbürgermeister nicht nur Vorsitzender des Stadtrates bzw. Erster Bürger der Stadt, sondern auch Chef der Stadtverwaltung ist.
| Amtszeit                              | Bürgermeister / Oberbürgermeister | Partei    | Anmerkung                                  |
| ------------------------------------- | --------------------------------- | --------- | ------------------------------------------ |
| 1583–1585                             | Thomas von Campen                 |           |                                            |
|                                       |                                   |           |                                            |
| 1592                                  | Hermann Borries                   |           |                                            |
|                                       |                                   |           |                                            |
| 1625–1636                             | Heinrich Schreiber                |           |                                            |
|                                       |                                   |           |                                            |
| 1673–1675                             | Johann Daniel Borries             |           |                                            |
|                                       |                                   |           |                                            |
| 1677–1693                             | Johann Daniel Borries             |           |                                            |
|                                       |                                   |           |                                            |
| 1711–1721                             | Rudolph Culemann                  |           |                                            |
| 1711 – 18. Oktober 1721               | Christoph Heinrich Westorp        |           |                                            |
|                                       |                                   |           |                                            |
| 16. Mai 1722 – 28. Dezember 1729      | Friedrich Günther Culemann        |           |                                            |
| 1730–1733                             | Thomas Heinrich von Huß           |           |                                            |
| 1734–1749                             | Rudolph Culemann                  |           |                                            |
| 1750–1753                             | Johann Friedrich Christoph Höpker |           |                                            |
| 1753–1776                             | Franz Florenz Schrader            |           |                                            |
| 1776–1794                             | Christian Rathert                 |           |                                            |
| 1794 – 4. Juli 1805                   | Gerhard Wilhelm Schmidts          |           |                                            |
| 1805 – Juli 1808                      | Ludwig Adolph Ferdinand Aschoff   |           |                                            |
| Juli 1808 – 17. Mai 1826              | Johann Friedrich Müller           |           |                                            |
| Mai 1826 – 31. Dezember 1850          | Martin Friedrich Kleine           |           |                                            |
| 13. September 1851 – 15. Januar 1871  | Philipp Heinrich Poelmann         |           | ab 8. März 1858 Oberbürgermeister          |
| 22. Juli 1871 – 30. April 1880        | Heinrich Brüning                  |           | ab 15. März 1879 Oberbürgermeister         |
| 4. Juni 1880 – 30. September 1903     | Theodor Bleek                     |           | ab 19. März 1883 Oberbürgermeister         |
| 8. Oktober 1903 – 15. Februar 1911    | Johannes Johansen                 |           | ab 18. Februar 1920 Oberbürgermeister      |
| 2. März 1911 – 2. März 1923           | Hans Becker                       |           |                                            |
| 15. März 1923 – 15. Februar 1934      | Carl Dieckmann                    | DDP       | ab Juli 1933 beurlaubt                     |
| 11. April 1934 – 30. April 1945       | Ernst Althaus                     | NSDAP     |                                            |
| 29. März 1940 – 31. August 1943       | Constantin Terhardt               |           | kommissarisch                              |
| 7. September 1943 – 25. April 1945    | Werner Holle                      | NSDAP     | kommissarisch                              |
| 3. Mai 1945 – 3. Oktober 1946         | Martin Hutze                      | parteilos | von der brit. Militärverwaltung eingesetzt |
| 3. Oktober 1946 – 1. Juli 1959        | Albrecht Hattenhauer              | CDU       | Rücktritt nach Misstrauensvotum            |
| 7. August 1959 – 19. Juni 1960        | Karl Rust                         | FDP       |                                            |
| 14. April 1961 – 17. Dezember 1971    | Werner Pohle                      | SPD       |                                            |
| 17. Dezember 1971 – 13. Januar 1977   | Hans-Jürgen Rathert               | SPD       |                                            |
| 11. Februar 1977 – 30. September 1991 | Heinz Röthemeier                  | SPD       |                                            |
| 9. Oktober 1991 – 30. September 1999  | Siegfried Fleissner               | SPD       |                                            |
| 1. Oktober 1999 – 13. Oktober 2004    | Reinhard Korte                    | CDU       |                                            |
| 13. Oktober 2004 – 22. Oktober 2015   | Michael Buhre                     | SPD       |                                            |
| 22. Oktober 2015 –                    | Michael Jäcke                     | SPD       |                                            |

## Stadtdirektoren
Von 1946 bis 1999 gab es in Minden eine Doppelspitze aus hauptamtlichem Stadtdirektor und ehrenamtlichem, repräsentativen Bürgermeister nach der Norddeutsche Ratsverfassung.
| Amtszeit                              | Stadtdirektor         |
| ------------------------------------- | --------------------- |
| 1. Mai 1946 – 31. Juli 1962           | Josef Hesse           |
| 19. November 1962 – 30. November 1971 | Werner Krieg          |
| 6. Januar 1972 – 31. Dezember 1991    | Erwin Niermann        |
| 1. Januar 1992 – 5. Juni 1993         | Rolf-Günter Brinkmann |
| 1. Januar 1994 – 30. September 1999   | Heinrich Sieling      |